# Barbodes carnaticus
Barbodes carnaticus е вид лъчеперка от семейство Шаранови (Cyprinidae).

## Разпространение
Видът е разпространен в Индия (Карнатака, Керала и Тамил Наду).